# 対魔導学園35試験小隊
『対魔導学園35試験小隊』（たいまどうがくえんさんごしけんしょうたい）は、柳実冬貴による日本のライトノベル。イラストは切符が担当している。富士見ファンタジア文庫（富士見書房→KADOKAWA）より2012年5月から2016年7月まで刊行された。
メディアミックスとして、華尾ス太郎によるコミカライズが『月刊ドラゴンエイジ』2012年12月号から2014年6月号まで連載され、その後仕切り直しの形で安村洋平によるコミカライズが『月刊コミックアライブ』2015年2月号から2016年2月号まで連載された。またテレビアニメが2015年10月より12月まで放送された。

## あらすじ
魔法と対峙するために銃を使える人間が重宝される世の中において、その銃が全く使えないにもかかわらず、魔法を悪用する者を倒す事を生業とする「異端審問官」を目指す少年･草薙タケルと、彼が隊長を務める「第35試験小隊」に所属する3人＋αの曰くありげな少女たちの奮闘を描く。

## 登場人物

### 35試験小隊
メンバーは全員が変わり者揃いで通称「雑魚小隊」と呼ばれている。物語当初、タケル・うさぎ・斑鳩の3人しかおらず、他の3人は退学している。
草薙 タケル（くさなぎ タケル）
声 - 細谷佳正
本作の主人公。35試験小隊の隊長。高校1年生。少し長めな黒髪に、切れ長の三白眼の少年。身長171センチメートル。
『騎士団』を志望している。
武力の頂点である銃を扱う才能が壊滅的に無く、整備能力、情報収集能力もない上、学力もゼロ。そのため残った唯一の取り柄である剣術のみで『異端審問官』を目指している。
時代遅れの刀を使っているため、周囲からは「剣術バカ」と揶揄されているが、かつて剣が兵器の頂点だった時代に最強を誇った「草薙真明流」と化物を斬るための剣術「草薙諸刃流」を修めており、剣に関してならば現代に並ぶ者は無いと称されるほどの腕前である。
剣術をバカにされることが我慢できない。
「掃魔刀（そうまとう）」と呼ばれる技を会得している。
英霊召喚で呼び出されたアーサー・ペンドラゴンとの戦いのなかで、全レリックイーター中唯一刀剣の形を取る『ミスティルテイン（通称ラピス）』の所有者となり撃破する。ラピスとの契約前に上半身と下半身が千切れる致命傷を負っており、ラピスとの契約を破棄すると元の肉体の状態に戻るため、颯月によって魔女狩りにされてしまう。
その出生から理事長の企てる野望の中心人物として妹のキセキと共に重要視されている。
親の借金とキセキの面会費で常にバイトの日々のため剣術以外のスキルも多々ある。
ラピスからは「お兄ちゃん（誰もいない際は宿主）」と呼ばれているが、内心悪い気はしていないが、ラピス転入後は村八分的なポジションになってしまい、泣きそうになることもしばしば。実の妹を溺愛するシスコンで周りからも言われている。
魔女狩り化の際は、瑠璃色の鎧騎士の姿になる。
不完全な「神狩り化」を成し遂げるが暴走してしまう。その後、ラピスと改めて『剣と使い手』ではなく人として向き合い絆を深め、制約はあるもののラピスによる魂の侵食が再開されない10秒間のみの「神狩り化」を習得した。
大戦後、卒業して桜花ともどもエグゼの副隊長になる。
鳳 桜花（おおとり おうか）
声 - 上田麗奈
本作ヒロインの1人。夕焼け色の長い髪、深い蒼の瞳 の少女。身長168センチメートル。美人でスタイルが良い。13歳のころに異例でレリックイーターの所持者になる。元『魔女狩り』 でエグゼ所属だった。颯月の義理の娘。
中等部のころに1年半で異端審問官の資格を得ている優等生。
犯人を射殺し現場を制圧することから「紅蓮姫（カラミティ）」と呼ばれている。この行動が行き過ぎているため、処分の一環として小隊に配属される。
レリックイーターは紅い二丁一対の拳銃「ヴラド」（声 - 中田譲治）。当初は仮契約であったが、タケルの言葉に励まされ、契約する時は復讐の時だと言っていたところを正式に契約し、さらにはヴラドの固有能力である「吸血鬼化」も成した。
過去に義理の家族を魔女によって自身の手で殺させれたため、魔導を憎んでおり、復讐をするため魔女狩りになった経緯があり、上記の行き過ぎた行動や「ヴラド」との仮契約状態の原因にもなっていた。しかし、35試験小隊との出会いや、自身の出生、養父の秘密を知ってからは徐々に緩和している。
好きな物はあんパンと牛乳。苦手な物はお化け。長い間、1人で行動してきたためコミュニケーション能力が低く、うさぎや斑鳩から空気が読めていないと言われ、必死に取り繕おうとする。
大戦終了後、学園を卒業しエグゼに入隊、副隊長になりほぼ戦闘しかできないが出撃できないタケルに代わり善戦する。なお、姓が「峰城」に変わっている。
西園寺 うさぎ（さいおんじ うさぎ）
声 - 大久保瑠美
本作ヒロインの1人。身長145センチメートル。ウサギ耳のようなカチューシャをつけたブロンドヘアーの少女。
『魔女狩り』希望。小隊では狙撃による支援を担当。狙撃の腕はプロ級だが、極度のあがり症ゆえにミスをすることも多々ある。一人称は「わたくし」。巨乳。
名前で呼ばれることを嫌っている。
料理も上手く、桜花の歓迎会を開いた際は、ケーキを作製し、タケルと斑鳩に誉められた。人目さえ気にしていなければ、狙撃の腕はずば抜けており、アーサーとの戦いの際は、高速で接近戦を行うタケルに当てることなく完璧な援護をやってのけた。また、片目を怪我した状態で英雄化したホーンデッドにも命中させた。ババ抜きが弱く、それを逆手にとられて、賭けで無茶ぶりさせられることもある。ロリ巨乳（マリ談）。
卒業後、エグゼの予備隊員になる。
杉波 斑鳩（すぎなみ いかるが）
声 - 白石涼子
本作ヒロインの1人。身長167センチメートル。『鍛治氏』希望。コスプレが趣味。小隊では武装の整備や、オペレーターでの支援を担当。
人為的な遺伝子操作によって、培養器で作られたアルケミスト社の「作られた天才（デザイナーズチャイルド）」。遺伝子上は伊砂の異父姉妹で、母はアルケミスト社CEO・杉波朱雀、精子提供者はパラケルスス。整備開発は天才的だが、兵器の開発などにしか興味がない。新型のドラグーンのお披露目があった際は興奮し、自身を変態と認めるほど。ハッキングをして、他の小隊の情報を得ることもある。
胸の谷間に「賢者の石」でダークエルフの細胞を移植しており、戦闘の際にはダークエルフと化して、魔法を使役することもできる。本人は魔法の才能はない。
すげー巨乳（マリ談）。
卒業後、対魔導学園で管理主任の役職に入りキセキやカナリアの生活を支えている。髪はショートカットになっている。
二階堂 マリ（にかいどう マリ）
声 - 伊藤かな恵
本作ヒロインの1人。セミロングの少女。マフラーを着用している。
古代属性保持者（エンシェントウィザード）の魔女。極光の魔女や不殺の魔女と呼ばれている。所持古代属性魔法は『極光』。
幻想教団の協力者であったがホーンデッドに渡されていた「呪符の忘却」によって記憶を失ったところを、颯月により対魔導学園に入学させられた。
対魔導学院初の魔女での入学生である。魔法は人を救えると考えており、魔法を憎む桜花とは折り合いが悪く顔を合わせれば口論に発展する。
正式に対魔導学園に入学を果たすが、小隊参加は認められなかったため、35試験小隊には参加していないが、遊びにきている。アニメ版では小隊の一員として活動している。貧乳であり、実際に気にしている。
卒業後、対魔導学園で魔法学の教師になる。
ラピス
声 - 野水伊織
表向きはタケルの妹とされている。その正体はレリックイーター《宿り木（ミスティルテイン）》である。
正式名称は「The Malleus Maleficarum Type-Twilight "Mistilteinn"」でラピスラズリが意思名。
無表情で無口の瑠璃色の服を着た少女で所有者の側に居たがる性質とのこと（颯月談）。自分以外の刀剣を嫌う。
颯月の案によりタケルをお兄ちゃんと呼び、誰もいない際は宿主（やどぬし）と呼ぶ。最初は剣の形状だったが、先代契約者・草薙ミコトの死によってミコトと同じ容姿になった。
六巻の再契約後、小隊のメンバーと仲良くしている所を嫉妬したり、限定神狩り化の願いを拒んだり人間味のあるところも出ている。
颯月を倒し崩壊を止めるため、二人で神となることを決断したタケルを仲間の元へ戻すため、颯月の魂を喰らって単独で神になった。
カナリア
声 - 田中あいみ（幼少期 - 設楽麻美）
もとは「幻想教団」（ヴァルハラ）所属のハーフウッドエルフ。正体は、斑鳩がわざと失敗した研究で復元されたエルフ。斑鳩がアルケミスト社を脱走した後、伊砂によって育てられた。草薙オロチからはデガラシと呼ばれ、諸刃流も使える。半壊した神器レーヴァテインの所有者だが神狩り化はできない。
大戦後、タケルに諸刃流の奥義を教わる条件で渋々「対魔導学園」に入学する。

### 異端審問官育成機関（対魔導学園）
鳳 颯月（おおとり そうげつ）
声 - 三木眞一郎
対魔導学園理事長。長い白髪の人物。性別は不明。子供のように無邪気な笑顔を見せるが、その本質は狡猾で冷酷。どんな時でも笑みを絶やさず、何を考えているかよくわからない。
レリックイーター「インノケンティウス」を持つ。
タケルからは敵として認識されている。
正体は劇中世界「神」であり、神話世界で生み出された現人神。神狩り化したタケルに自身を殺させることで世界を破壊するつもりであった。
星白 流（ほしじろ ながる）
声 - 山田奈都美
見た目は子供のようだが実は2年生で、更には対魔導学園の生徒会長。性格は自堕落で自由奔放。だが、有事には的確な指示を飛ばす優秀な指揮官となる。負の感情を抱けない、という欠陥を持つ。
神器ミョルニルを所有し、神話世界の断片にやってきた颯月を足止めするため、神話世界の断片をミョルニルで破壊し、マザーグースがタケルとラピスに『神格化』を与えるための時間を作った。その正体は「神話世界の断片の神」。
大戦後、異端同盟代表として、事態を収拾。後に対魔導学園理事長になる。
霧ヶ谷 京夜（きりがや きょうや）
声 - 赤羽根健治
タケルたちと同じ対魔導学園の1年生で、15試験小隊の隊長。やたらとタケルとつっかかるだけでなく、魔法を憎むという点においては桜花と同じ。ホーンデットに仲間を殺され復讐の鬼と化し、レリックイーター「ネロ」の所持者となった。ホーンテッドによって切り刻まれた傷跡が目立ち、魔法に対する憎しみがかなり手が付けられないくらいの復讐の鬼となっていて、タケルを更に敵視するようになるだけでなく、護送中の任務を放棄して草薙 キセキを殺そうと考え出すくらいアヴェンジャー（復讐者）と化している。大戦時にホーンデッドへの復讐を果たす。
大戦後、吉水明の無事になった後、「ネロ」を手放し学園を中退。明と結婚、一緒にパン屋を営業している。
吉水 明（よしみず あきら）
声 - 関根明良
15試験小隊の隊員で、医療関係を担当。京谷の幼馴染で、気性の荒い京谷のストッパー的存在。ホーンデットによって瀕死の重傷をうけ生命維持装置で延命している。
無事になった後、京谷と結婚、一緒にパン屋を営業する。
泉堂 静（せんどう しずか）
声 - 生田善子
生徒会書記。調査時、メフィストフェレスに身体を乗っ取られる寸前に舌を噛み切ったが、結局乗っ取られてしまい、桜花の身体を得るまで仮の身体として利用される。

### 第零殲滅機動部隊（エグゼ）
鐵 隼人（くろがね はやと）
声 - 津田健次郎
対魔導捜査一課第零殲滅機動隊、通称「エグゼ」の隊長。『魔女狩り』で一番の実力者。
カリギュラ、マクシミリアンと、二つのレリックイーターの契約者。
100年に1人の割合で誕生するという『英雄の器』であるため、全てにおいてオーバースペックな力を持つ。例えば、常時掃魔刀使用時以上の反射速度で動ける。ヘリオガバルスの放った弾丸を殴って無効化するなど。
当時のエグゼには最年少で入隊。効率を重視するあまり、当時の隊長であった峰城とはよく衝突した。しかし、「赤い虫籠」の件以降は彼の法の行く末を見ようと仲間と連携を取るようになる。
自身の中に定めている法は「魔導の排除」。ゆえにキセキは人であり百鬼夜行を殺すべきと判断している。
審問官に就こうとしたのは幼少期に自身を力と善に使うか悪に使うかでコイントスで決めたから。
5年後、隊長の座を大野木彼方に譲り、対魔道学園副会長で活躍する。
マグノリア・スカーレット
副隊長。レリックイーター・ブラッディメアリーの契約者。
大野木 彼方（おおのぎ かなた）
声 - 三咲麻里
『隠密』上がりのエグゼ隊員。レリックイーター・信長の契約者。狙撃の腕は確かであり、アルケミスト本社攻撃の際は異端同盟の援護をした。
アニメにはないが、3機のドラグーン相手に通常装備で逃げ切る実力もある。
鳳 陽炎（おおとり かげろう）
鳳颯月の妻。レリックイーター・アントワネットの契約者。
颯月のことをストーカーしていた。颯月はストーカーを止めてもらうために結婚した。
大戦後は性が星白に変わっている。
城ケ崎 衛（じょうがさき まもる）

姫宮 居織（ひめみや いおり）

### その他
杉波 伊砂（すぎなみ いすか）
声 - 三瓶由布子
人為的な遺伝子操作によって、培養器で作られたアルケミスト社の「作られた天才（デザイナーズチャイルド）」。遺伝子上は斑鳩の異父姉妹で精子提供者はトリスメギストス。3巻でホーンテッドに殺される。
杉波 朱雀（すぎなみ すざく）
声 - 新井里美
アルケミスト社の社長。殺されても他の「杉波」の体から復活する。
草薙 キセキ（くさなぎ キセキ）
声 - 安済知佳
タケルの妹。タケルから溺愛されており、キセキ自身も兄に家族愛以上の感情を抱いている。草薙の女児として、鬼の集合体「百鬼夜行」の肉体を持つ。身体からあふれ出す暴走した鬼の濁流は、触れた物質すべてを自分の一部として侵食してしまう。SS級危険指定として審問会の最奥監獄に幽閉され、何度も殺されては再生を繰り返している。タケルに殺されたいと願い、タケルの周囲の人物全てを憎む。35小隊と意識を共有したとき、皆の想いを知り、百鬼夜行を制御できるようになり、小隊のメンバーには心を開く。感情豊かになるが「妹でも、愛さえあれば関係ないよね」と暴露するほどタケル一途なのは変わらない。
また、斑鳩に「どぢ」と言われるほどの方向音痴で、桜花に対しては目を合わせない（簡潔に言うと嫌いではないが好きでもない）。

### 魔女・魔法使い
ホーンテッド
声 - 遊佐浩二
幻想教団（ヴァルハラ）の敵地斥候部隊隊長で死霊術師（ネクロマンサー）かつ錬金術師かつ召喚術士かつ教会の元神父の魔法使い。S級危険指定の古代属性保持者。所持古代属性魔法は『絶望』。鐵との2度にわたる戦いで唯一生き残っている。彼の不死の法則は魔法生物と契約し、自身の魔法で殺した人間の命の分をストックできることからきている。つまり殺すためには、殺された人間の数以上殺さなければならない。隼人との3度目の勝負で本気を出し、神器召喚を行い苦戦を強いる。しかし、神器召喚により命のストックが2個になり、京谷に一度殺される。最後の命でタケルと最後の一騎討ちをし敗北（タケルが最後利用出来ると思い手を抜いた）、囚えられる。
使用魔法
絶望の庭（ベラドンナ・ガーデン）：『絶望の花』を大量に召喚する魔法。
絶望の森（ベラドンナ・フォレスト）：上記の上位互換。『絶望』属性の動物・植物を直径約5㎡の門から溢れんばかりに出現させる。
666の障壁（ナンバー・オブ・ザ・ビースト）：その名の通り666枚の障壁を出現。障壁では魔法陣が流動的に動くため突破が難しい。
レイピア状の魔導遺産「ダーインスレイヴ」を所有する。
人に執着するがゆえに人を殺し、人を指で操り暗躍する。
ナハト
Sランクの魔剣ダーインスレイヴ。
メフィストフェレス
声 - 大原さやか
古代魔法「悪魔」の魔女。様々な人間の体を憑依して生きてきたので、本当の姿はわからない。魔女狩り祭時の対魔導学園に現れ、審問会にとらわれた自身の肉体を取り戻そうと画策するが、うさぎが斑鳩特製の弾丸を使い狙撃し、魂は消滅した。その後、肉体は鐵が審問会から盗み隠されている。
草薙 オロチ（くさなぎ オロチ）
声 - 小山力也
「幻想教団」幹部だが、魔法使いではない。タケルの何代か前の草薙家当主で、諸刃流の師範代。人間を超えた鬼神の力を持つ剣豪であり、吸血鬼の細胞を埋め込んだ半吸血鬼（ダンピール）。自身の姉・草薙ミコトを殺した過去を持ち、これを「なかったこと」にするためマザーグースと共に行動している。第一次魔女狩り戦争でのミコトとの戦闘で両目とも視力を無くしているが、強さは鐵と同等。音や衝撃で対象を補足している。
若返ったオロチは声、姿共にタケルそっくりである。
マザーグース
魔導学院・ウェストサイドの理事長。『東の白き魔女』とも呼ばれる。
その正体は神器の一つ、グングニル。

## 用語
異端審問官
魔女や魔法使いを狩ることだけではなく魔導に関わる全てのことを解決する、異端審問会の実行機関。下記の役割が決まっている。
鍛冶師（レギン）
兵器の整備・開発、対魔導研究などを行う。ただ、最近兵器開発はアルケミストに委託しているので、整備や調整が主な仕事。
隠密（バンシー）
情報収集、潜入工作を担当する。死亡率は非常に高い。
薬師（シーリー）
医療全般、対魔導研究、幻想生物の生態調査・保護などを担当。負傷者の治療をする一方で、魔女の生体研究や人体実験を行っている。
騎士団（スプリガン）
施設や要人の警護、テロ対策などを担当。対魔導強化外骨格「ドラグーン」を使用する部隊もある。
魔女狩り（デュラハン）
独自に捜査、任意で戦闘を行うことが認められている、異端審問官のエリート。
アルケミスト社
錬金術師を元とする企業。斑鳩や伊砂などの作られた天才を作り、幼少から様々な兵器開発を行わせていた。
レリックイーターシリーズ
『魔女狩り（デュラハン）』のみが限定的に使用を許された兵器。ミスティルテインを例外としてその全てが銃を素体として生まれており、人類にとって忌むべき魔導資産。アルケミストが用意した素体に颯月の力を与え、神器を再現しようとしたもので、ミスティルテイン以外のレリックイーターは彼の管理下にあり、位置の捜索、遠隔操作が可能。
ミスティルテイン
草薙 タケルが所有しているレリックイーターで人格の名前はラピスラズリ。正式名称は「The Malleus Maleficarum Type-Twilight "Mistilteinn"」で黄昏仕様（トワイライトタイプ）と呼ばれている。形状は刀剣。刃物類であれば何でも変形可能。ラピスが神となったことで人格は失われ、ただの魔導遺産となる。
《黄昏の付与》（トワイライト・エンチャント）
固有魔法。どんな魔法も吸収・攻撃性の魔力へと変換して放つ。変換せずに行使することも可能で、マリの《光の到達点》をホーンテッドにそのまま食らわせ、苦々しい勝利を得ている。この時と同様、マザーグースから神格化を受け取り結果的にラピスが神となる。
《神殺しの付与》（ラグナロク・エンチャント）
『神狩り化』を成した状態で発動される固有魔法。刀身から発せられた黄昏色の炎により、全ての魔法を吸収・無効化する。
インノケンティウス
鳳 颯月が所有するレリックイーターで正式名称は「The Malleus Maleficarum Proto-Type "Innocentius"」。最悪のレリックイーター、原初の魔女狩りと呼ばれている。「人」の魂を掌握する弾丸を撃つことができ、被弾した対象に命令を下す。対象は一切の感情を持たず命令を遂行する。形状は白いマスケット銃。魔力属性は「魂」。タケルとの決戦を前に颯月によってナグルファルへと変化させられた。
【形態変化】ナグルファル
インノケンティウスにある剣を着剣することにより現れる神器の贋作。魔力属性「神無」。あらゆる魔導を消し去る特性を持つ。固有魔法は《神無の凶弾》（フィンブル・バレット）、《神無の付与》（フィンブルヴェト・エンチャント）。
カリギュラ
鐵 隼人が所有するレリックイーターで正式名称は「The Malleus Maleficarum I "Caligula"」。形状:巨大な漆黒のリボルバー拳銃。魔力属性は「暴君」
インノケンティウスの後に作られたものであり、対魔性能を有してはいない。その代わり性能がシンプルで強力な力で相手を圧倒する。装填可能弾数は5発。
『強さ』を対価として求め、強さが満たされない場合は対象の命を吸う。和眞曰く契約者はろくな奴がいない。固有魔法は《暴虐の付与》（タイラント・エンチャント）。
マクシミリアン
鐵 隼人が所有する2個目のレリックイーターで正式名称は『The Malleus Maleficarum II "Maximilien"』。形状は銀色の巨大なシングルアクション拳銃。魔力属性は「革命」。
強力な対魔性能を持つレリックイーター。装填弾数は1発。
カリギュラとは対照的であり、こちらは直接的な攻撃力が無い代わり特殊な対魔性能を有する。
魔弾は被弾相手の物理・魔法・魔道などありとあらゆる「力」を拡散させる。その後、拡散させた力を任意のタイミングで再圧縮・解放が可能。
固有魔法使用の対価に『劣勢』を求める。人格は初の契約者である隼人をベースとしており、女性となっている。
《天命よ、革まれ》（レジスタンス）
自身に害をなす全ての事象をリセットし、エネルギーとして変換する魔法。何倍にも増幅した極小の光を撃ちだす。使用後はあらゆる力が空となるため、隼人といえども膝を着いた。
ブラッディメアリー
マグノリア・スカーレットが所有するレリックイーター。形状:小型の回転式二挺拳銃。固有魔法:使用者の降りかかる破壊と再生を逆転させる[鏡越しの惨劇]。魔力属性：「蜂起」
ヴラド
鳳 桜花が所有するレリックイーター。形状:巨大な50口径オートマチックハンドガン。固有魔法:[吸血鬼]。魔力属性：「夜血」
対価として、『血』を求める。前任者は峰城。
ネロ
京夜が所有するレリックイーターで正式名称は『The Malleus Maleficarum V "Nero"』。『復讐心』を対価としてその力を増す。契約者からその激情を得るために、復讐心が枯渇せぬように、あらゆる非道を行う。形状:ポンプアクションショットガン。魔力属性:『毒』。ありとあらゆる毒を網羅している。
アントワネット
鳳 陽炎が所持するレリックイーター。形状:ラッパ銃。魔力属性：「攪音」
イヴァン
豪が所有するレリックイーター。形状:グレネードランチャー。魔力属性:「拒絶」
信長
大野木 彼方が所有するレリックイーター。形状:狙撃銃。魔力属性:「俯瞰」
距離が遠ければ遠いほど威力が増すと、完全に狙撃手・援護向きのレリックイーター。
だいぶ口が軽くノリノリである。
妲己
姫宮 居織が所有するレリックイーター。形状:ステルス戦闘機。魔力属性:「機巧」
ヘリオガバルス
城ケ崎 衛が所有するレリックイーター。形状:戦車。魔力属性:「竜」
妲己と同じく魔女狩り戦争後期に秘密裏に作られたレリックイーター。
『竜の鱗』を疑似的に再現できるため防御力に特化しており、また「竜」属性の砲撃も可能と攻防ともにバランスが優れている。
魔導遺産
魔力の宿った物質。審問会ではランク分けされており、FからSSまで存在する。古くから確認されており、伝説・伝承が残るロストタイプ、現代に出現するものをイレギュラータイプと呼称している。
ダーインスレイヴ
人格の名前はナハト（声 - 小日向茜）。ロストタイプのSSランク魔導遺産。北欧の英雄ホグニが所持していた、破滅の剣。現在はホーンテッドが所持している。英雄化が可能で、形状は漆黒のレイピア。プライベートでは人型になることもあるがナハト本人はあまり好まない。魔力属性は「狂気」。
ヒャズニングの血戦
固有魔法。

神器
魔導遺産の中でも、神々が使っていたと言われる武器。ラピス＝ミスティルテイン、カナリアの持つレーヴァテイン、マザーグース＝グングニル、流のミョルニル、ホーンテッドが召喚した仮面など。
ミスティルテイン
レリックイーターの項を参照。
レーヴァテイン
もう一つの黄昏仕様であり、神殺しの神器。第一次魔女狩り戦争においてオロチが用いていた。ミコトとの戦闘で半壊し、人格がなくなっているが、カナリアを主として認めている。
グングニル
人格名はマザーグース。神狩り化に加え、神格化の能力も備える。神話世界と元々の魔道のない世界の衝突により、元の槍としての形から剣としての形へと変化している。ミスティルテインはグングニルの神殺しの力のみを模したもの。
ミョルニル
世界を壊すための神器。レーヴァテイン同様半壊しており、神話世界の断片という不完全な世界であれば一撃で破壊できる。
仮面
ホーンテッドが命のストックを削って召喚した神器。
草薙家
約1000年前、鬼を討伐し自ら鬼を封印した一族。鬼の力が次世代に受け継がれ、男児には魂が、女児には肉体が宿り、当主は女児に宿る肉体を殺しつくしながら封印してきた。魂の収まる器に大きな差があるため、男児は身体の内側が狭く、女児は広く感じる。唯一の異例は草薙ミコトが一卵性双生児の子供故、ミコトには肉体の宿りが薄く、最初のミスティルテインの契約者となった。現在はタケルが魂、キセキが肉体を受け継いでおり、鬼の肉体は力を増している。
草薙諸刃流
草薙家に伝わる剣術。約1000年前に鬼を切るために生まれた剣術である。そこから派生してできた対人用の剣術が真明流。身体の負荷を無視して使う技が多く存在する。
掃魔刀（そうまとう）
脳のリミッターを一時的に解除し、処理速度を加速させる技。肉体駆動にはとてつもない負荷がかかり、無理に動かせば肉は切れ、骨は折れる。
鬼ノ心得（おにのこころえ）
掃魔刀を超える肉体への負担が掛かる掃魔刀で蓋をしていないと世界がゆっくりに感じてしまう。命名はオロチ。
片輪車（かたしゃりん）
円を描くように放つ抜刀術。包囲戦用の大振りの技で、多数の敵が一気に襲って来た時のみ有効。
蟷螂坂（かまきりざか）・弐式蟷螂坂（にしき～）
高所より飛び降りて前面に回転し、自己の体重と遠心力によって大砲並の破壊力を実現できる技。ただし、外し受け身に失敗すれば最悪死亡する。
弐式蟷螂坂はタケルが編み出した奥義。天邪鬼＋蟷螂坂という高速抜刀からの強力な斬撃。
八岐大蛇（やまたのおろち）
斬撃を同時に8回繰り出す技。
金槌坊（かなずちぼう）
奥義・草薙ノ剣
鬼ノ心得を発動させることによって使用できる奥義。かねてから奥義が存在しないことを疑問に思っていたオロチ考案の技。人としての領域を超え、音を置き去り、ただただ光速の斬撃を相手に叩き込む。
秘奥義・天羽々斬
鬼が光を追い求め光に限りなく近づいた時に放たれる。タケルは光の世界に触れてそれを放った。

## メディア展開
華尾ス太郎作画でコミカライズした作品が『月刊ドラゴンエイジ』2012年12月号から連載された。
2013年1月に富士見書房が第1巻の電子ブック版を無料で試し読みできる企画を行った。

## 既刊一覧

### 小説
- 柳実冬貴（著）・切符（イラスト）、富士見書房→KADOKAWA〈富士見ファンタジア文庫〉、全15巻
  - 『対魔導学園35試験小隊 1.英雄召喚』、2012年5月25日初版発行（5月19日発売[34]）、ISBN 978-4-04-071082-2
  - 『対魔導学園35試験小隊 2.魔女争奪戦』、2012年9月25日初版発行（9月20日発売[35]）、ISBN 978-4-04-071079-2
  - 『対魔導学園35試験小隊 3.錬金術師二人』、2013年1月25日初版発行（1月19日発売[36]）、ISBN 978-4-04-071080-8
  - 『対魔導学園35試験小隊 4.愚者たちの学園祭』、2013年5月25日初版発行（5月18日発売[37]）、ISBN 978-4-04-071033-4
  - 『対魔導学園35試験小隊 5.百鬼の王』、2013年8月25日初版発行（8月20日発売[38]）、ISBN 978-4-04-071083-9
  - 『対魔導学園35試験小隊 6.瑠璃色の再契約』、2013年12月25日初版発行（12月20日発売[39]）、ISBN 978-4-04-712979-5
  - 『対魔導学園35試験小隊 7.逆襲の紅蓮』、2014年4月25日初版発行（4月19日発売[40]）、ISBN 978-4-04-070097-7
  - 『対魔導学園35試験小隊 8.白金争乱』、2014年8月25日初版発行（8月20日発売[41]）、ISBN 978-4-04-070138-7
  - 『対魔導学園35試験小隊 9.異端同盟』、2014年12月25日初版発行（12月20日発売[42]）、ISBN 978-4-04-070429-6
  - 『対魔導学園35試験小隊 10.魔女狩り戦争（上）』、2015年4月25日初版発行（4月18日発売[43]）、ISBN 978-4-04-070551-4
  - 『対魔導学園35試験小隊 11.魔女狩り戦争（下）』、2015年8月25日初版発行（8月20日発売[44]）、ISBN 978-4-04-070550-7
  - 『対魔導学園35試験小隊Another Mission』、2015年11月20日発売[45]、ISBN 978-4-04-070769-3
  - 『対魔導学園35試験小隊 12.黄昏の呼び声』、2016年3月25日初版発行（3月19日発売[46]）、ISBN 978-4-04-070865-2
  - 『対魔導学園35試験小隊 13.暁の約束』、2016年7月25日初版発行（7月20日発売[47]）、ISBN 978-4-04-072000-5
  - 『対魔導学園35試験小隊Another Mission2』、2016年8月20日発売[48]、ISBN 978-4-04-072001-2

### 漫画

#### 月刊ドラゴンエイジ版
- 柳実冬貴（原作）・切符（キャラクター原案）・華尾ス太郎（作画） 『対魔導学園35試験小隊』 富士見書房→KADOKAWA〈ドラゴンコミックスエイジ〉、全3巻
  1. 2013年6月8日発売[49]、ISBN 978-4-0471-2877-4
  2. 2013年12月9日発売[50]、ISBN 978-4-0471-2965-8
  3. 2014年6月9日発売[51]、ISBN 978-4-0407-0186-8

#### 月刊コミックアライブ版
- 柳実冬貴（原作）・切符（キャラクター原案）・安村洋平（作画） 『対魔導学園35試験小隊』 KADOKAWA〈MFコミックス アライブシリーズ〉、全3巻
  1. 2015年8月22日発売[52]、ISBN 978-4-0406-7575-6
  2. 2015年12月22日発売[53]、ISBN 978-4-0406-7858-0

## テレビアニメ
2014年4月にアニメ化企画進行中であることが、同年6月にテレビアニメ化が発表され、2015年10月より12月までTOKYO MXほかにて放送された。

### スタッフ
- 原作 - 柳実冬貴[4]
- 原作イラスト - 切符[4]
- 監督 - 河村智之[4]
- シリーズ構成 - 下山健人[4]
- キャラクターデザイン - 川村幸祐[4]
- サブキャラクターデザイン - 田村正文[4]
- 武器デザイン - 氏家嘉宏[4]
- メカニックデザイン - 明貴美加[4]
- クリーチャーデザイン - Zトン[4]
- アクション監督 - 神谷智大[4]
- 美術監督 - 池田繁美[4]、丸山由紀子[4]
- 美術ボード - 丸山由紀子[56]、小嶋しず子[56]、髙山八大[56]
- 美術設定 - 池田繁美[56]、大久保修一[56]、友野加世子[56]
- 色彩設計 - 月野えりか[4]
- 撮影監督 - 佐藤敦[4]
- 3DCG監督 - 須藤悠[4]
- 編集 - 坪根健太郎[4]
- 音響監督 - 亀山俊樹[4]
- 音楽 - A-bee[4]
- 音楽制作 - MAGES.[4]
- 音楽プロデューサー - 金谷雄文[4]、塩田幸成[4]
- プロデューサー - 田村淳一郎[4]、高木智香[4]
- アニメーションプロデューサー - 金子逸人[4]
- アニメーション制作 - SILVER LINK.[4]
- 製作 - 対魔導学園35製作委員会[56]

### 主題歌
「Embrace Blade」
アフィリア・サーガによるオープニングテーマ。作詞は桃井はるこ、作曲・編曲は山口俊樹が担当。
「Calling my Twilight」
いとうかなこによるエンディングテーマ。作詞はいとうが自ら行っており、作曲は岩田アッチュとReNo2Me、編曲は大島こうすけが担当。

### 各話リスト
| #            | サブタイトル                           | 脚本         | 絵コンテ         | 演出              | 作画監督                                                                                     | 総作画監督 |
| ------------ | -------------------------------------- | ------------ | ---------------- | ----------------- | -------------------------------------------------------------------------------------------- | ---------- |
| 第1話        | 出撃！雑魚小隊！                       | 下山健人     | 河村智之         | 河村智之          | 本田創一、木下ゆうき、粟井重紀、氏家里恵                                                     | 川村幸祐   |
| 第2話        | 英雄召喚                               | 下山健人     | 神谷智大         | 則座誠            | 本田創一、木下ゆうき、粟井重紀 冨田佳亨、山吉一幸、澤入祐樹 河村明夫、門智昭、山本無以       | 川村幸祐   |
| 第3話        | 魔女入隊                               | 下山健人     | 湊未来           | 無田武            | 重松しんいち、西村彩、斉藤大介、森悦史 CHA MYOUNG JUN、松下純子 関口雅浩、芦谷耕平、小島えり | 川村幸祐   |
| 第4話        | 死霊術師は笑う                         | 下山健人     | 新留俊哉         | 新留俊哉          | 本田創一、木下ゆうき、栗井重紀、冨田佳亨 山吉一幸、澤入祐樹、青木慎平                        | 川村幸祐   |
| 第5話        | 魔女狩り祭                             | ガクカワサキ | RoydenB 河村智之 | 立仙裕俊          | 原友樹、丹羽信礼、井嶋けい子、重松佐和子                                                     | 阿部恒     |
| 第6話        | うさぎにだって牙はある                 | ガクカワサキ | dojag-a-gen      | 日下直義          | 野本正幸                                                                                     | 川村幸祐   |
| 第7話        | 裏切者                                 | 横手美智子   | 二瓶勇一         | 小柴純弥          | 山吉一幸、本田創一、澤入祐樹、木下ゆうき 栗井重紀、服部憲二、冨田佳亭                        | 阿部恒     |
| 第8話        | 錬金術師二人                           | 横手美智子   | 山本秀世         | 伊部勇志          | 原友樹、丹羽信礼、井嶋けい子、井本由紀 山犬守、山吉一幸、澤入祐樹                            | 川村幸祐   |
| 第9話第9.5話 | 第35酔いどれ小隊クレイジーサマータイム | 下山健人     | 湊未来           | 日下直義          | 野本正幸                                                                                     | 川村幸祐   |
| 第10話       | 草薙キセキ                             | 下山健人     | 尾崎隆晴         | 尾崎隆晴          | 阿部恒、吉川佳織                                                                             | 阿部恒     |
| 第11話       | 草薙タケル                             | 下山健人     | 湊未来           | 立仙裕俊          | 原友樹、丹羽信礼、井嶋けい子 本田創一、山犬守                                                | 川村幸祐   |
| 第12話       | 限りなき願い                           | 下山健人     | 河村智之         | 河村智之 日下直義 | 山吉一幸、澤入祐樹、井嶋けい子、本田創一 氏家嘉宏、神谷智大、野本正幸、原友樹                | 川村幸祐   |

### 放送局
| 放送期間                  | 放送時間                     | 放送局         | 対象地域 |
| ------------------------- | ---------------------------- | -------------- | -------- |
| 2015年10月8日 - 12月24日  | 木曜 1:05 - 1:35（水曜深夜） | TOKYO MX       | 東京都   |
|                           | 木曜 2:00 - 2:30（水曜深夜） | サンテレビ     | 兵庫県   |
|                           | 木曜 2:35 - 3:05（水曜深夜） | TVQ九州放送    | 福岡県   |
| 2015年10月9日 - 12月25日  | 金曜 1:00 - 1:30（木曜深夜） | チバテレ       | 千葉県   |
|                           |                              | tvk            | 神奈川県 |
|                           | 金曜 1:05 - 1:35（木曜深夜） | テレ玉         | 埼玉県   |
|                           | 金曜 1:45 - 2:15（木曜深夜） | 岐阜放送       | 岐阜県   |
|                           | 金曜 2:20 - 2:50（木曜深夜） | 三重テレビ放送 | 三重県   |
| 2015年10月10日 - 12月26日 | 土曜 3:00 - 3:30（金曜深夜） | BS11           | 日本全域 |

| 配信期間         | 配信時間        | 配信サイト         | 備考     |
| ---------------- | --------------- | ------------------ | -------- |
| 2015年10月24日 - | 土曜 12:00 更新 | ニコニコチャンネル | 全話有料 |
|                  |                 | バンダイチャンネル | 全話有料 |
|                  |                 | GYAO!              | 全話有料 |

### BD / DVD
| 巻 | 発売日         | 収録話         | 規格品番  | 規格品番   |
| 巻 | 発売日         | 収録話         | BD限定版  | DVD限定版  |
| -- | -------------- | -------------- | --------- | ---------- |
| 1  | 2015年12月25日 | 第1話 - 第2話  | KAXA-7301 | KABA-10430 |
| 2  | 2016年1月29日  | 第3話 - 第4話  | KAXA-7302 | KABA-10431 |
| 3  | 2016年2月26日  | 第5話 - 第6話  | KAXA-7303 | KABA-10432 |
| 4  | 2016年3月25日  | 第7話 - 第8話  | KAXA-7304 | KABA-10433 |
| 5  | 2016年4月27日  | 第9話 - 第10話 | KAXA-7305 | KABA-10434 |

## パチスロ
- 対魔導学園35試験小隊（2020年9月、平和）[59]

## ゲーム
ファンタジア・リビルド
2020年12月17日より配信されているPC / iOS / Android用アプリゲーム。
ファンタジア文庫作品のクロスオーバーRPGであり、リリース時より本作のキャラクターが登場する。